# 韩国主教座堂列表
以下为基督教几个采行主教制的宗派在韩国的主教座堂：

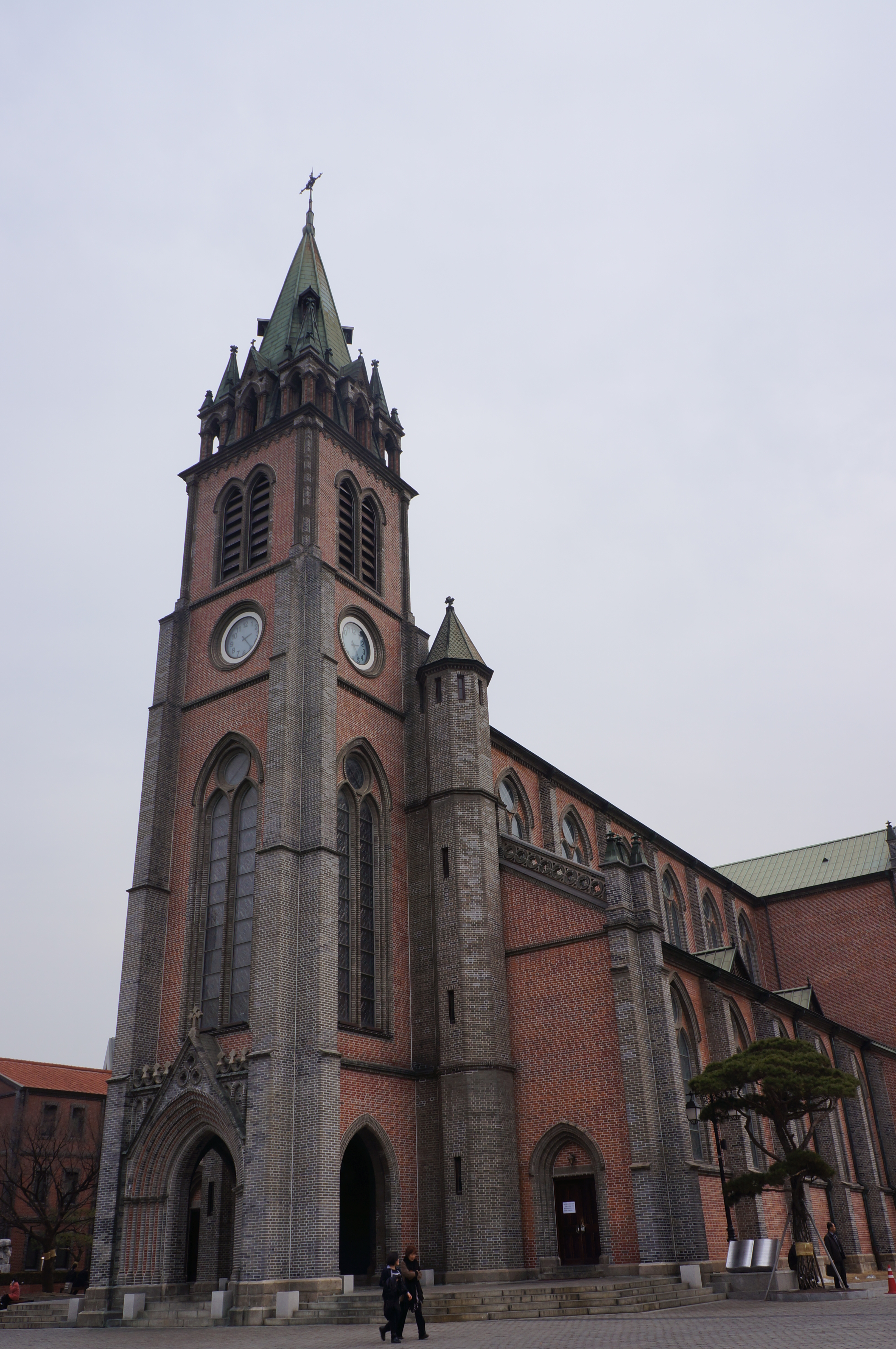
明洞圣堂，首爾

## 罗马天主教
罗马天主教的主教座堂:
- 木城洞圣堂，安東
- 內德洞圣堂，清州
- 春川竹林洞主教座堂，春川
- 桂山圣堂、泛鱼圣堂，大邱
- 大兴洞圣堂，大田
- 沓洞圣堂，仁川
- 中央圣堂，濟州
- 殿洞圣堂，全州
- 林洞主教座堂、北洞主教座堂，光州
- 陽德聖堂，馬山
- 南川洞圣堂，釜山
- 明洞圣堂，首爾
- 亭子洞主教座堂、枣园洞主教座堂，水原
- 议政府2洞圣堂，议政府
- 園仁洞主教座堂，原州

## 正教会
正教会的主教座堂：
- 正教会圣尼古拉斯圣堂，首爾

## 圣公会
圣公会的主教座堂：
- 首尔圣公会座堂（圣马利亚暨圣尼古拉座堂），首爾
- 圣本笃座堂，大田
- 救主座堂，釜山